# أكسل هايغ
أكسل هايغ (بالسويدية: Axel Herman Hägg)‏ هو مهندس معماري ورسام سويدي، ولد في 10 نوفمبر 1835 في Östergarn parish ‏ في السويد، وتوفي في 23 أغسطس 1921 في ساوث سي في المملكة المتحدة.